# 卒業証明書
卒業証明書（そつぎょうしょうめいしょ）とは、学校等の教育機関において必要な課程を修了し、卒業したことを証明する書面。

## 発行主体による相違点
一口に卒業証明書と言った場合は、「学校教育法に定める学校の発行したもの」又は「指定自動車教習所の発行したもの」を指す場合が多い。

### 学校教育法に定める学校の卒業証明書
学校教育法に定める学校の発行する卒業証明書は、卒業証書や学位記（別々に発行する大学、一枚の紙に卒業証明文・学位授与文言両方が書かれている大学、とまちまち）のように1枚のみ交付、再交付不可というような条件はなく、必要に応じて申請することによりいつでも枚数無制限に交付されることから、対外的に卒業を証明したい場合（進学時や就職時。相手方に提出し、返却はされない）に利用されることが多い。
場合によっては厳封されていることがあり、その場合は開封すると無効になるので注意が必要である。あるいは、厳封の如何に関わらず、改竄防止処理を施して、複写機でコピーしたものには、「複写無効」、「unofficial」などの文字が浮き出てくる証明書用紙を採用する場合も多い(この場合は、提出先により、本来は厳封が必要と判断される場合でも厳封不要とされる場合もある)。学校によってはこの改竄防止処理がなされた証明書を発行するケースとそうでないケースとがある。成績証明書などとは異なり、改竄防止処理をしていなくとも、発行者厳封にしないケースも見られる。
加えて、卒業直前に控えた者が同様に不確定ではあるものの間もなく卒業することを対外的に証明するために卒業見込証明書が発行されたり、その他退学証明書、在籍(期間)証明書など在籍期間があったことを証明する書類の発行を受けることができる。
なお、大学院の場合は、「修了証明書」となる。通信教育の場合は各校の定めにより「通信教育課程」と表記される場合がある。
発行にかかる手数料は、小学校・中学校の場合は送料実費以外は、義務教育の卒業証明書に対価を求める事の妥当性が問われるため無償の場合がほとんどである（一部私立学校を除く）。高等学校・専修学校・高等専門学校・大学（短期大学を含む）については有料であることがほとんどであり、金額については各校の規則により、まちまちである。
また学校統合や廃校により在籍学校が無くなった場合でも、卒業証書授与台帳や学籍簿の保管を引き受け証明発行事務を継承した学校がある場合は継承校にて発行を受けることができる。経営者の学校法人が経営破綻した場合（例：酒田短期大学、創造学園大学）といった特殊事例では、文部科学省や各都道府県の教育関連部局が業務を引き継いでいる。。
なお、学校により卒業証明書（修了証明書）に記載される内容が微妙に異なることがあり、例えば学位名の表示がない（一般には学位記にのみ記述される）、卒業(修了)年月は表示されているが卒業(修了)年月日までは表示されない、などがあり、提出先によっては補足証明を要求されたり、証明書自体の不備（もちろん、提出者の落ち度はなく、発行者側の問題である）として差戻(リジェクト)をしたりするケースもある。あるいは、不備の証明書と承知の上で受理し、本来記載されるべき内容が違う形で表示されるケースもある（e.g. 免許状や資格証に卒業年月日が記載される場合に、本来は3月27日卒業でそのように記載されなければいけないものが、証明書に27日と明記されていないために3月31日卒業と記載がなされるなど）。

### 指定自動車教習所の卒業証明書

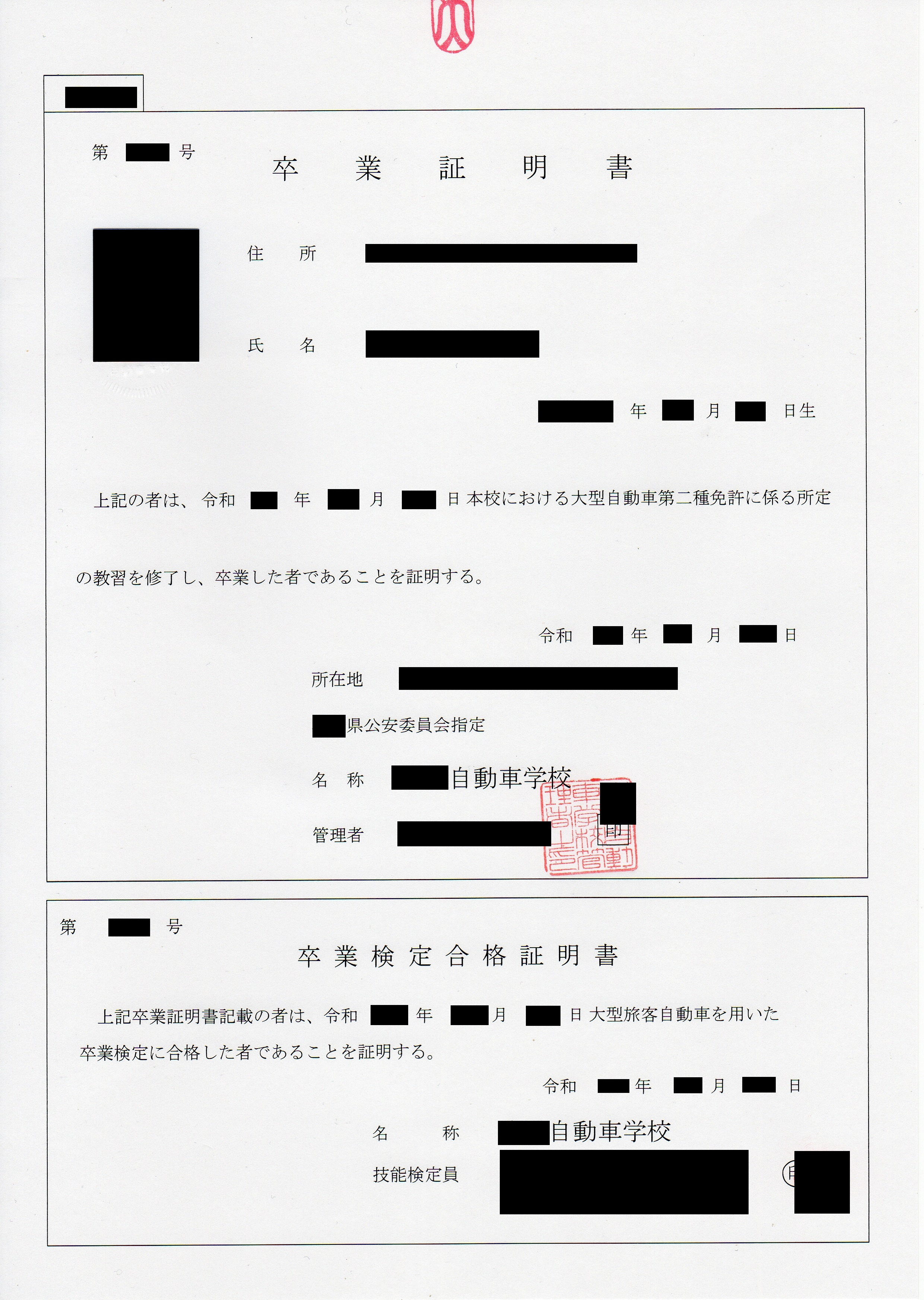
指定自動車教習所の卒業証明書の例

道路交通法に基づき、指定自動車教習所では教習課程を全て修了した者は卒業検定を受検する。卒業検定の検定課題や採点方法は自動車運転免許試験における技能試験に準じて行われる。そのため、卒業検定に合格し指定自動車教習所を卒業をしたことは即ち技能試験合格の基準を満たしたことを意味する。教習所卒業後に運転免許試験場で運転免許試験を受験する際、卒業証明書を添付することで運転免許試験場での技能試験及び取得時講習が免除される。卒業証明書は卒業検定の合格日より起算して一年間有効である。
卒業証明書は、前記の卒業証明書とは異なり原則再交付不可なので、紛失等には注意すべきである。ただしやむを得ない事情（被災、事故、盗難など）が発生した場合は、卒業した教習所を経由して、公安委員会に再発行の許可を願い出ることができ、公安委員会より認められば卒業した教習所より再発行がなされる。その場合でも卒業検定合格した日を起算して一年間は変わらない、再発行した場合は右上に朱書きで「再発行」と記載される。

## 類似する書類・混同する恐れのある書類
卒業を証明するという同じ役割を持つ書面としては、卒業証書や学位記がある。保育所や幼稚園では卒園証明書と呼ばれる。

## 関連する書類
- 学力に関する証明書…2009年4月以降法定された、教育職員免許状の授与申請等に必要とされる書類。別表1,2,2-2での申請の場合は、卒業証明書で証明されるべき内容（基礎資格と称する）が記載されるため、単位修得機関と基礎資格が成立する機関が同一である場合[注釈 6]は、セットで卒業証明書を提出する必要がない。